# 黒石市回遊バスぷらっと号

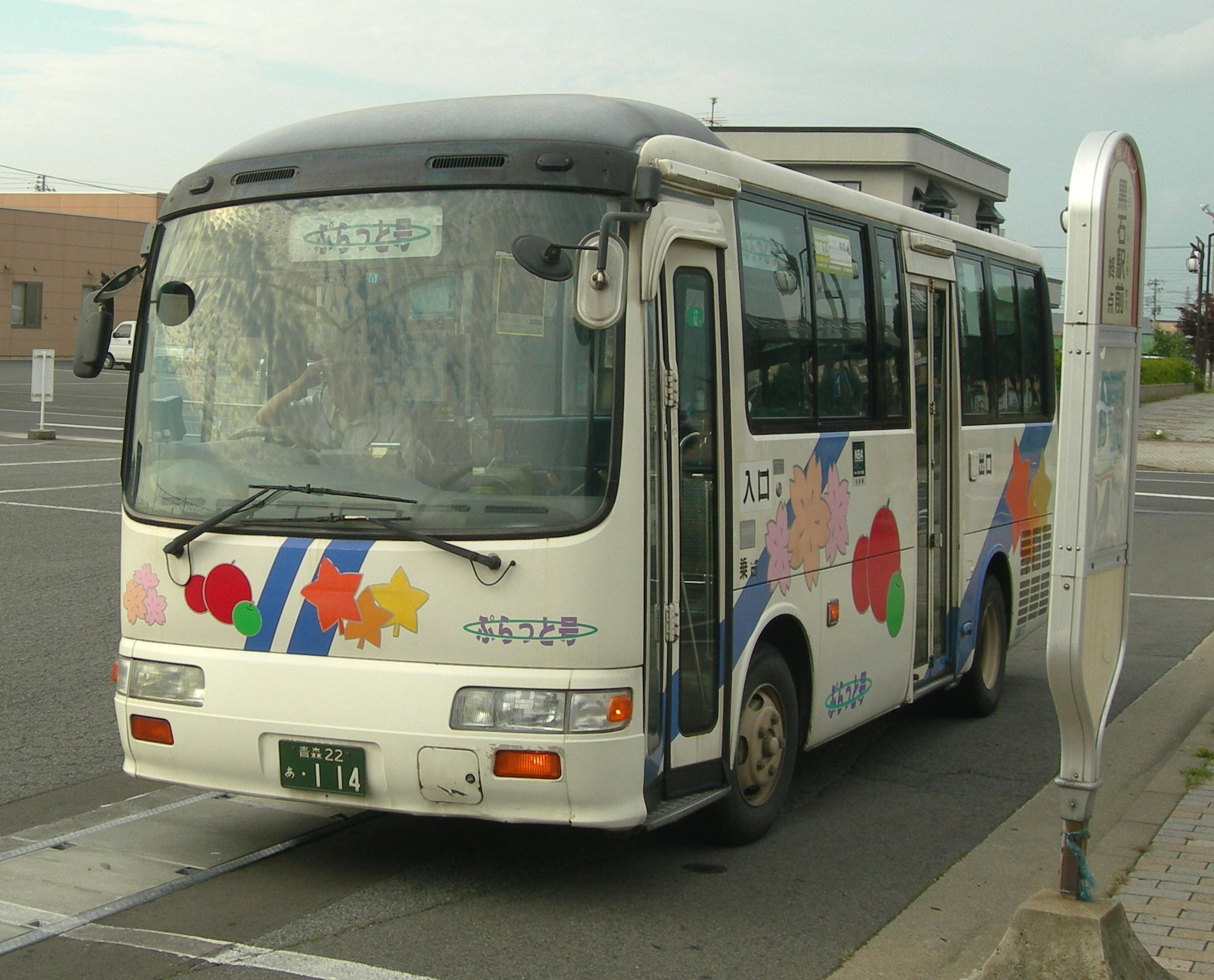
ぷらっと号の車両

黒石市回遊バスぷらっと号（くろいししかいゆうバスぷらっとごう）は、青森県黒石市が主体に運行するコミュニティバスである。弘南バスが運行受託している（運行担当は黒石営業所）。

## 運行経路
2022年10月1日からの運行コースは以下の通り。

### 厚生病院線
黒石高校・境松庁舎・厚生病院方面
- 黒石駅前 - 上町 - 黒石高校前 - 元町 - 境松庁舎前 - 西部地区センター前 - 建石 - 厚生病院 - 建石 - 緑町 - 黒石駅前

### ちとせ線
ちとせ・袋井・追子野木・中川方面
- 黒石駅前 - 図書館前 - 黒石市役所前 - 前町角 - ちとせ交番前 - 袋井町 - 追子野木公民館前 - 追子野木公民館前 - 追子野木1丁目 - 黒石消防署前 - 中川入口 - 黒石消防署前 - 追子野木1丁目 - 追子野木公民館前 - 袋井町 - ちとせ交番前 - 前町角 - 黒石市役所前 - 図書館前 - 一番町通り - 黒石郵便局 - 黒石駅前

### アクロスプラザ線
スポカルイン・アクロスプラザ・黒石病院方面
- 黒石駅前 - スポカルイン前 - ぐみの木十文字 - 吉乃町 - 野際集会所 - あしたばの里 - 緑ヶ丘市営住宅前 - 富士見 - アクオスプラザ黒石 - 野際北口 - 黒石病院前 - 中坪 - 下浜町 - 浜町 - 中町 - 前町 - 黒石市役所前 - 図書館前 - 一番町通り - 黒石郵便局前 - 黒石駅前
  - 上記のルートは右回りであり、左回りは上記の逆ルートである。

### 東線
横町・黒石病院・青山・東小学校方面
- 黒石駅前 - 浜町 - 中町 - 横町 - 一番町通り - 黒石郵便局 - 下浜町 - 中坪 - 黒石病院前 - 北美町 - あけぼの町 - 青山 - 美原町北口 - 八甲 - 美原町 - 東小学校 - 幸町 - 中央山形町 - 前町角 - 黒石市役所前 - 図書館前 - 黒石駅前
  - 上記のルートは右回りであり、左回りは上記の逆ルートである。

## 沿革
- 1998年12月1日 - 試行運行開始。
- 1999年4月1日 - 定期運行開始。
- 2006年4月1日 - 長坂コース、北コース、ちとせ・南コースの運行開始。コース新設に伴い弘南バス長坂環状線・派村線を廃止。
- 2022年10月1日 - 厚生病院線、ちとせ線、アクオスプラザ線右回り・左回り、東線右回り・左回りに運行路線を再編の上で運行開始。

## その他
- 運賃は1乗車につき100円で前払い（ただし、小学生、身体障害者手帳・愛護手帳所持者は半額、幼児は無料）。
- 弘南バスの定期券・回数券は利用できないが、JR東日本津軽地区で発売している津軽フリーパスでの利用は可能。
- 乗降方法は前乗り前降り(過去は前乗り後ろ降りだった)